# Anzelm Gądek
Anzelm Gądek (né Maciej Józef Gądek le 24 février 1884 à Marszowice et décédé le 15 octobre 1969 à Łódź) est un moine polonais, carme déchaux. Il a assumé la charge de provincial, de définiteur, et de prieur des monastères des Carmes de Wadowice et de Wrocław. Il est également prédicateur, fondateur de la Congrégation des Sœurs carmélites de l'Enfant-Jésus, disciple de saint Raphaël Kalinowski et rédacteur en chef de la Voix du Carmel.
En cours de béatification, il est considéré comme serviteur de Dieu par l'Église catholique.

## Biographie

### Enfance
Maciej Józef (Matthieu Joseph) Gądek est né le 25 février 1884 dans la grande famille Anthonie, gestionnaire de trois domaines de la cour et l'hôte de la maison de Salomé Kowalska[Quoi ?].
Le lendemain de sa naissance, il est baptisé dans l'église paroissiale de l'Assomption de Niegowić (dans l'archidiocèse de Cracovie).
C'est un enfant vivant, agréable, gai et espiègle. Sa première formation spirituelle lui est donnée par sa mère qui lui transmet une fervente dévotion à la Vierge Marie. Elle lui enseigne également les points clés de la foi catholique.

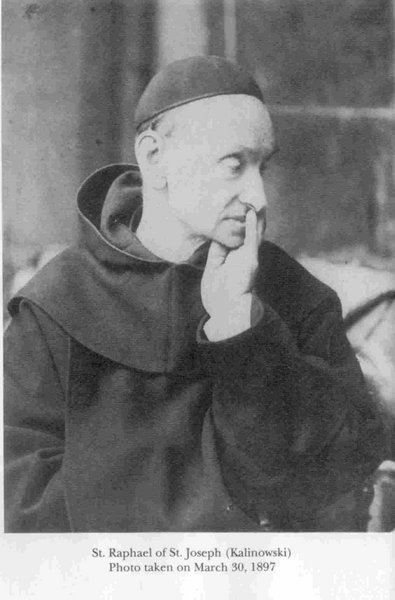
Photo de Raphaël Kalinowski (1835 - 1907).

Après avoir fait ses études primaires à Niegowić, il part à onze ans poursuivre ses études au lycée de Wadowice. Dans cette ville, il est hébergé chez les carmes déchaux, dont le prieur est alors Raphaël Kalinowski. Il dira plus tard que c'est dans son entourage qu'il « a commencé sa transformation spirituelle, dont le résultat a été sa dévotion à l'Enfant Jésus, la Vierge Marie et saint Joseph ». En outre, il est également servant d'autel lors de messes célébrées par le Père Raphaël. Ce dernier lui donne également des leçons de mathématiques.

### Entrée au Carmel
Le 17 août 1901 Maciej Józef entre au carmel de Czerna où il prend l'habit religieux sous le nom d'« Anselme de Saint André Corsini »,. Il fait sa profession religieuse en 1902, puis il est envoyé à Rome pour étudier à l'Université pontificale grégorienne. Il termine ses études en 1907 et il est ordonné prêtre le 25 juillet 1907 par le cardinal Pietro Respighi,. À son retour en Pologne, en 1909, le père Anselme travaille comme aumônier dans les monastères des Carmélites de Czerna, Cracovie et Wadowice. En 1910, il est nommé formateur de clercs et professeur de théologie au séminaire religieux de Cracovie. Dans la période 1910-1915, à Cracovie, il devient un prédicateur célèbre et il est reconnu comme un directeur spirituel de premier plan. En 1914, il fonde à Cracovie la Confrérie de l'Enfant Jésus et il devient le promoteur de la dévotion à l'Enfant Jésus de Prague (à cette fin, il écrit des hymnes et rédige des prières). Durant la Première Guerre mondiale, il part remplir la mission de professeur de théologie au séminaire de Vienne.
En 1918-1920, il occupe la charge de supérieur du monastère de Wadowice, abandonnant ses missions de prédication. En 1920, à l'occasion du chapitre général de l'Ordre des Carmes déchaux à Rome, le père Anselme présente un mémorandum sur la renaissance de la province carmélitaine polonaise. Très rapidement, le définitoire général de l'ordre le nomme premier supérieur de la province polonaise des Carmes déchaux (pour la période de 1920 à 1924),.

## Fondateur et enseignant
Lorsque la Pologne retrouve son indépendance en 1918, le père Anselme se consacre à l'enseignement (religieux) de la population, à travers la prédication et la confession, en particulier dans les zones urbaines et ouvrières. Il est  encouragé dans cette démarche par Mgr Wladyslaw Krynicki, visiteur apostolique des ordres religieux polonais. Avec l'appui de Mgr Augustin Łosińskiego, le père Anselme fonde le 31 décembre 1921 la congrégation des Carmélites de l'Enfant Jésus, avec comme première supérieure Teresa Janina Kierocinska. Ces carmélites, basées à Sosnowiec, ont une mission apostolique, c'est-à-dire une mission d'action sociale (en plus du temps de prière). Le père Anselme les aide à rédiger les constitutions de leur congrégation.
En 1925, il se rend à Rome, où le général de la Compagnie de Jésus lui demande de mettre en place la faculté pontificale de théologie Teresianum. Pendant dix-neuf ans, il assume le rôle de recteur, de professeur de liturgie et de théologie morale. Pendant son séjour à Rome, il est également confesseur de nombreuses communautés religieuses, dont les sœurs de la Sainte Famille de Nazareth, les sœurs ursulines et des sœurs de la Résurrection. Dans les années 1927-1938, il écrit des articles (environ 120) sur la liturgie, l'ascétisme et la spiritualité carmélitaine. Il publie ses articles dans le magazine La Voix du Carmel.
En 1931, il est élu général de l'Ordre, poste qu'il occupe jusqu'en 1947. Dans ce cadre, il visite plusieurs provinces carmélitaines d'Europe. De 1935 à 1939, il s'occupe également des séminaires de Pologne, à la demande du pape Pie XI. Les autorités du Saint-Siège étant très satisfaites de son travail, le pape Pie XII le nomme en 1942 consulteur à la Congrégation pour les séminaires et universités.
Durant la Seconde Guerre mondiale, il poursuit sa mission d'enseignement et de formation comme recteur de l'Institut du Teresianum, tout en s'occupant d'organiser et de fournir une assistance spirituelle et matérielle aux réfugiés polonais. Pour cela, il collabore avec Mgr Joseph Gawlina et le couvent des Sœurs ursulines sur la via Nomentana (où se retrouve la communauté polonaise de Rome).
En 1947, il rentre en Pologne comme supérieur du monastère de Wroclaw. En 1948-1954 et 1957-1960, il est élu provincial de la province carmélitaine polonaise. Il dirige également des retraites et visite divers monastères.
Le père Anselme passe les dix dernières années de sa vie au monastère de Lodz. Il meurt le 15 octobre 1969, dans sa cellule monastique. Il est enterré au cimetière de St. Rocha, mais en 1990, ses restes mortuaires sont exhumés et transférés dans la crypte de l'église des Carmes de Lodz,.

## Béatification
Le 2 février 2002 débute le processus de béatification du père Anselme Gądek dans l'archidiocèse de Lodz. La commission chargée de recueillir la documentation historique, d'enquêter sur la sainteté de sa vie et l'interrogatoire des témoins. La collecte des écrits du Père Anselme a également débuté ; ceux-ci comprennent des sermons, des conférences de retraite, des traités et environ 10 000 lettres de direction spirituelle.
Le 15 juin 2008, Mgr Władysław Ziółek célèbre, dans l'église des Carmes déchaux de Lodz, la messe de clôture du procès diocésain. Le 10 octobre 2008, les dossiers du procès sont envoyés à la Congrégation pour les causes des saints à Rome. À ce jour, le père Anselme est considéré comme serviteur de Dieu par l'Église Catholique.

## Notoriété

### Publications
Le père Anselme n'a pas rédigé d'ouvrage en tant que tel, mais de nombreux écrits et articles ont été rassemblés dans des publications. Celles-ci ont parfois été rééditées de façon posthume. Voici quelques écrits du père Anselme publiés par la Congrégation des Sœurs Carmélites de l'Enfant Jésus, et édités par Otto Filka, :
- Msza święta w przeżyciu kontemplacyjnym (La messe dans l'expérience contemplative) : une sélection d'articles de 1935 à 1938
- Mały traktat o dziecięctwie duchowym (1955) (Petit traité sur l'enfance spirituelle)
- Mała historia Dzieciątka Jezus (1965) (Petite histoire de l'Enfant Jésus)
- Mała droga dziecięctwa duchowego (Petite voie d'enfance spirituelle) (1997) : une sélection d'articles
- Król mojej duszy (1998) (Roi de mon âme) : une méditation;
- Matka Bożego Dzieciątka i dzieci bożych (1998)(Mère du Divin Enfant et les enfants de Dieu)
- Opiekun Dzieciątka Jezus (1999) (Gardien de l'Enfant Jésus)
- Przyszła Matka Teresa (2000) (Future Mère Teresa)
- Zasady życia duchowego (2001) (Les principes de la vie spirituelle) : une collection d'écrits
- Szata Maryi (2001) (Le manteau de Marie)
- Myśli i słowa (2002) (Les pensées et les mots)
- Będę mówił do twego serca (2002) (Je vais parler à votre cœur)
- Naśladujcie, co sprawujecie. Rekolekcje dla kapłanów (2010) (Imitons ce que nous célébrons. Retraite Sacerdotale)

### Commémorations
Sa maison familiale à Marszowice a été transformée en mémorial. Le cardinal Stanisław Dziwisz en a fait l’inauguration le 2 mars 2008. Le 18 octobre 2009 à Mętków, une plaque commémorative a été apposée dans l'église paroissiale Notre-Dame de Czestochowa au-dessus des fonts baptismaux où le jeune Matthieu Joseph a été baptisé (cette église historique du XVIIe siècle, construite en bois, avait été transférée de Niegowić à Mętków en 1973, à la suite de la construction d'une nouvelle église à Niegowić). C'est également dans cette église qu'il avait effectué sa première communion. À noter que dans cette église un prêtre y est passé : le père Karol Wojtyla (vicaire en 1948-1949).
Le 25 juillet 2010, une plaque a été dévoilée dans l'église de l'Assomption de Niegowić. C'est une plaque commémorative dédiée à Anzelm Gądek. La cérémonie s'est déroulée en présence du postulateur de sa cause de béatification, ainsi que de membres de sa famille.

## Sources
- (pl) Cet article est partiellement ou en totalité issu de l’article de Wikipédia en polonais intitulé « Anzelm Gądek » (voir la liste des auteurs).